# Хорватська православна церква
Хорва́тська правосла́вна це́рква (сербохорв. Hrvatska pravoslavna crkva; також Правосла́вна це́рква Хорва́тії) — нечисельна помісна православна Церква, що існувала на території Незалежної Держави Хорватія як єдина дозволена православна юрисдикція, але не мала визнання з боку інших помісних православних церков.

## Історія
Перша згадка про проєкт особливої православної церкви для хорватів з'явилося в 1902 році в одній загребській газеті. Тоді ця церква повинна була позбавити православних хорватів від необхідности відвідувати храми Сербської православної церкви та дати їм помісну православну церкву. Але через нечисленність православних хорватів цей утопічний проєкт навіть тоді не отримав широкої підтримки.

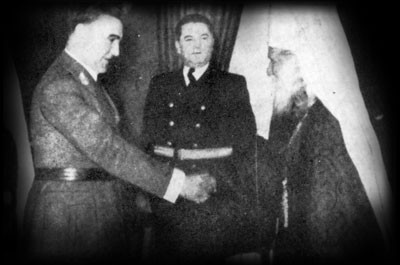
Анте Павелич (зліва) та Андрій Артукович (посередині) зустрічаються з патріархом Гермогеном.

5 травня 1941 року усташський уряд опублікувало постанову, за якою Сербська православна церква переставала діяти на території Незалежної Держави Хорватії; ще раніше, відразу по проголошення НГХ 10 квітня 1941 року в Загребі, владою був заарештований сербський митрополит Загребський Досифей (Васич). 2 червня надійшло розпорядження про ліквідацію всіх сербських православних народних шкіл і дитячих садів.
На початку 1942 року стало ясно, що репресії по відношенню до сербів не принесли результатів. Німці чинили тиск на Анте Павеліча, вимагаючи пом'якшити репресії, які викликали опір сербів, і четники стають з нею сили на територіях, окупованих Італією.
Тоді усташі розробили проєкт Хорватської православної церкви. Передбачалося залучити в цю церква не хорватів (з точки зору усташів, істинний хорват може бути тільки католиком), а які пережили геноцид сербів, які потребували духовної окормлення. З 577 довоєнних представників православного духовенства на території Хорватії 219 були вбиті, а велика частина залишилися в живих вигнана в Сербію навесні 1941 року, тому паства, що залишилася без духовного пастиря, повинна була, за розрахунками усташів, потягнутися до нової церкви в пошуках підтримки. Так усташі сподівалися посіяти смуту серед сербів і розколоти їх  .
3 квітня 1942 року був прийнятий закон, згідно з яким була утворена неканонічна Хорватська православна церква. Прохання про це було подано колишнім російським священиком Василієм Шурланом. Лідером нової церкви погодився стати старий архиєпископ Російської православної церкви закордоном (РПЦЗ) Гермоген (Максимов), незабаром зведений в сан митрополита. За вихід у розкол архиєпископ Гермоген був виключений зі складу Архиєрейського синоду РПЦЗ і заборонений в служінні .
У середині листопада 1942 відбулася Скупщина в Сербської Ясениці (на звільненій партизанами території НГХ), де «військові священики» СПЦ з партизанських загонів в посланні засудили підставу Православної церкви Хорватії як звичайну «усташскую творевіну».
Хорватська православна церква була розділена на три єпархії : Загребський митрополію, сараєвській єпархію, Зеніцкую єпархію, Шідскую єпархію. Протягом трьох років церква отримувала значну підтримку усташского режиму і діяла тільки в районах, які контролювали хорватські війська.
У серпні 1944 році Гермоген (Максимов) у співслужінні з румунським митрополитом Виссарионом (Пую) висвятив у єпископи ієромонаха Спиридона (Мітці). Інших єпископів в Православній церкві Хорватії не було. Вдівство катедрами керували намісники з числа священиків.
Після розгрому режиму усташів Югославської визвольною армією припинила своє існування і Православна церква Хорватії. Частина її активістів подалася на Захід, а єпископи і первосвященики були розстріляні або повішені новою владою.

### Відродження
Згідно з відомостями в хорватських ЗМІ, після розпаду Югославії Православну церкву Хорватії намагався відновити Радослав Вілічич, хорват-католик, який перейшов у православ'я в 1993 році в Атоському монастирі Григоріат. Спроби в березні 2010 року в місті Задар оголосити про відновлення Православної церкви Хорватії були засуджені політичним керівництвом Хорватії.
У грудні 2012 року через ЗМІ було оголошено про створення в місті Задар громади на чолі з Олександром Івановим, протягом 30 років колишнім священнослужителем в Болгарської церкви, болгарином за походженням. У комюніке Далматської єпархії Сербської православної церкви, яка вважає Хорватію територією в межах своєї виключної церковної юрисдикції, з цього приводу зазначалося, що новостворена «асоціація відкрито вихваляє в своїй програмі ідеї усташів, фашистів і творців геноциду, що суперечить як принципам, на яких заснована Республіка Хорватія, так і позитивного досвіду європейської демократії». Олександр Іванов розглядає свою структуру як наступницю Карловацького патріархату, що існувала в 1848-1920 роках в Австро-Угорщині на території нинішньої Хорватії.
5 жовтня 2013 року парафія в Задарі, що іменує себе Хорватської православною церквою, проголосила автокефалію, про що оголосила на своєму сайті і в хорватських ЗМІ.
3 травня 2014 року Православна церква Хорватії канонізувала Гермогена (Максимова).
За твердженням сучасної Православної церкви Хорватії, яка на початок 2021 року мала державної реєстрації в Хорватії, 17 тис. хорватів вважає себе православними.